# Donald Tusk

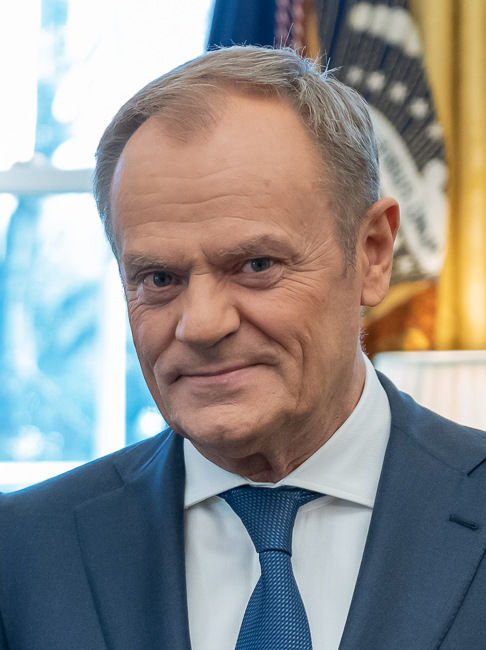
Donald Tusk (2024)

Donald Franciszek Tusk [ˈdɔnalt franˈʨiʃɛk ˈtusk] anhörenⓘ (* 22. April 1957 in Danzig) ist ein polnischer Politiker (PO). Er ist seit dem 13. Dezember 2023 erneut Ministerpräsident der Republik Polen, ein Amt, das er bereits von 2007 bis 2014 innehatte. Zuvor war er von 2014 bis 2019 Präsident des Europäischen Rates und anschließend bis 2022 Vorsitzender der Europäischen Volkspartei.
Von 2003 bis 2014 war Tusk Vorsitzender der wirtschaftsliberal-konservativen Partei Platforma Obywatelska (PO, Bürgerplattform). Im Oktober 2021 trat er nach einem online durchgeführten Votum der Parteimitglieder erneut an die Spitze der PO, nachdem ihn der Parteikonvent zum kommissarischen Vorsitzenden gewählt hatte. Nach der gescheiterten Vertrauensfrage der Regierung von Mateusz Morawiecki wurde Tusk mit der Bildung einer neuen Regierung beauftragt.
Dem Sejm gehörte er von 1991 bis 1993, von 2001 bis 2014 und erneut seit 2023 in der I., IV., V., VI., VII. und X. Wahlperiode an. Von 1997 bis 2001 war er Senator.

## Familie
Tusks Großeltern väterlicher- und mütterlicherseits gehörten der ethnischen Minderheit der Kaschuben in der damaligen Freien Stadt Danzig an. Die Sprache seiner Großmutter mütterlicherseits, Anna Liebke, war Danziger Deutsch. Beide Großväter waren während des Zweiten Weltkrieges zeitweilig in NS-Konzentrationslagern (KZ Stutthof und KZ Neuengamme) inhaftiert. Am 2. August 1944 wurde Tusks Großvater Józef Tusk (1907–1987) aufgrund seiner Zugehörigkeit zur Deutschen Volksliste zur Wehrmacht einberufen. Tusks Vater war Tischler und starb 1972.
Im Wahlkampf der Präsidentschaftswahl in Polen 2005 wurde von Tusks politischem Gegner, der Partei Prawo i Sprawiedliwość (PiS) die Wehrmachtsangehörigkeit seines Großvaters thematisiert, um Tusk dadurch zu diffamieren.

## Leben

### Oppositionelles Engagement in der Volksrepublik
Die Niederschlagung des Aufstandes vom Dezember 1970 in Polen hat Tusk politisch geprägt. Er engagierte sich in der Opposition gegen die Herrschaft der kommunistischen Polska Zjednoczona Partia Robotnicza. Als Student der Geschichtswissenschaft an der Universität Danzig war er Ende der 1970er Jahre Mitbegründer des örtlichen Studencki Komitet Solidarności (Studentischen Komitees der Solidarität). Die Gründung war eine Reaktion auf den Tod des im Komitee zur Verteidigung der Arbeiter (polnisch Komitet Obrony Robotników, kurz KOR) engagierten Krakauer Studenten Stanisław Pyjas (1953–1977), für den die Oppositionellen den polnischen Staatssicherheitsdienst Służba Bezpieczeństwa verantwortlich machten. Des Weiteren war Tusk auch für die oppositionellen Wolne Związki Zawodowe Wybrzeża (Freie Gewerkschaften der Küstenregion) tätig. 1980 gehörte er außerdem zu den Initiatoren des Unabhängigen Studentenverbandes (polnisch Niezależne Zrzeszenie Studentów, kurz NZS). Tusk beendete sein Studium 1980 mit einer Abschlussarbeit über den Mythos und die Legende um Józef Piłsudski.
Wenige Monate nach den August-Streiks 1980 in Polen begann Tusk eine Tätigkeit als Journalist bei der Wochenzeitschrift Samorządność. Er wurde zum Vorsitzenden des Betriebskomitees der Solidarność in dem herausgebenden Verlag in Danzig gewählt. Als das Kriegsrecht in Polen 1981–1983 ausgerufen worden war, wurde er wegen seiner Oppositionstätigkeit aus diesem staatlichen Verlag entlassen und mit einem Berufsverbot belegt. 1982/83 war er als Backwarenverkäufer, 1984–1989 war er als Arbeiter bei der von den Danziger Oppositionellen unter der Leitung von Maciej Płażyński gegründeten Handwerksgenossenschaft Świetlik tätig.

### Politischer Aufstieg

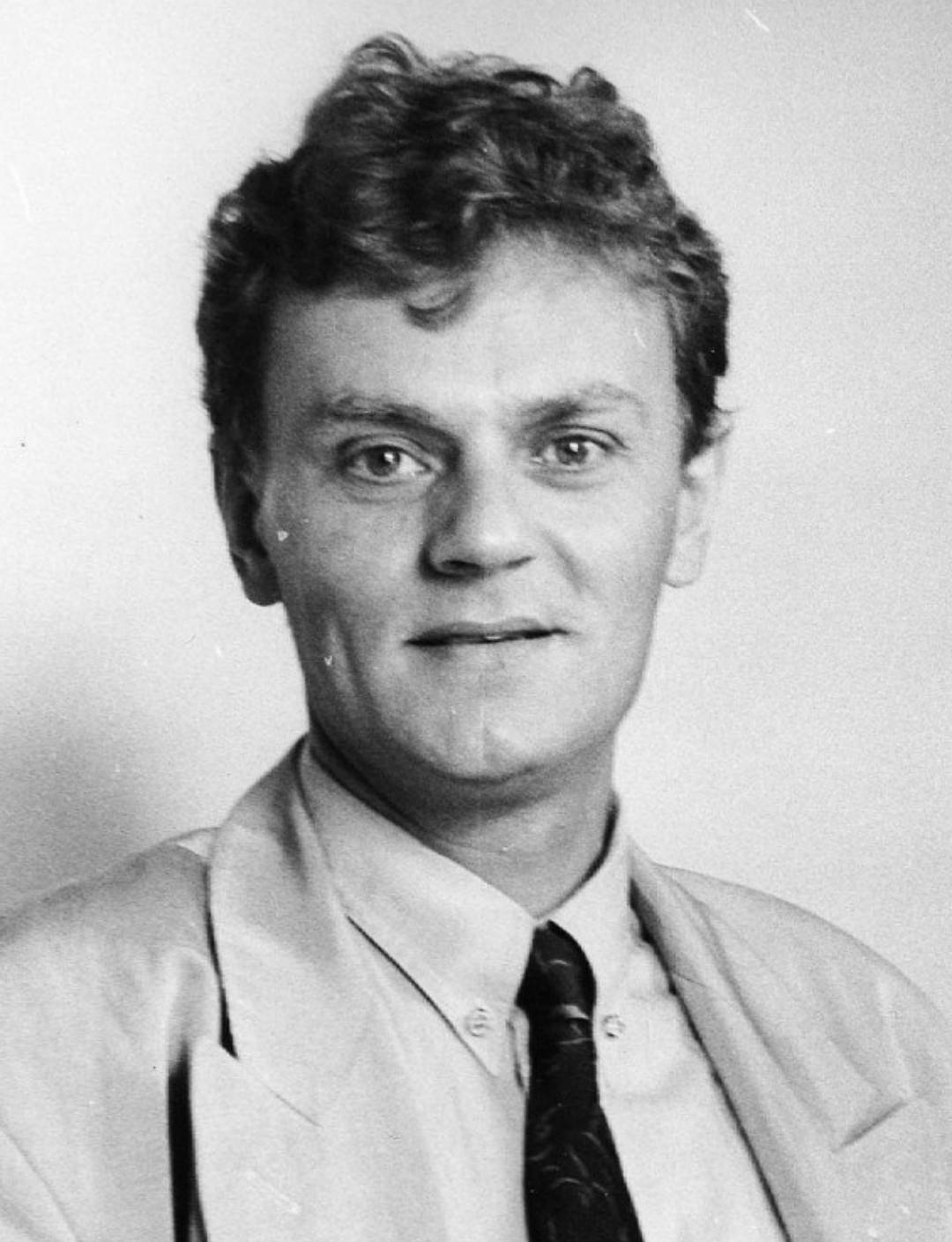
Tusk während seiner Zeit beim KLD

Mit Beginn der Dritten Polnischen Republik gründete Tusk 1989 mit Jan Krzysztof Bielecki und Janusz Lewandowski den Kongres Liberalno-Demokratyczny (KLD, Liberal-Demokratischer Kongress). 1991 wurde er zum Parteivorsitzenden und bei den ersten vollständig freien Wahlen erstmals in den Sejm, das polnische Parlament, gewählt. Er unterstützte 1992 mit seiner Partei das Misstrauensvotum gegen den damaligen Ministerpräsidenten Jan Olszewski und anschließend die Minderheitsregierung unter dessen Nachfolgerin Hanna Suchocka. 1993 wurde der Sejm vorzeitig aufgelöst und der KLD konnte bei der vorgezogenen Parlamentswahl in Polen 1993 die neu eingeführte Fünf-Prozent-Hürde nicht überspringen. Nach den verlorenen Wahlen fusionierte der KLD 1994 mit der liberalen Partei Unia Demokratyczna (UD, Demokratische Union) des ehemaligen Ministerpräsidenten Tadeusz Mazowiecki zur Partei Unia Wolności (UW, Freiheitsunion). Nach einer verlorenen Auseinandersetzung mit Bronisław Geremek im Jahre 2000 um den Parteivorsitz verließ Tusk die UW. Mit Andrzej Olechowski und Maciej Płażyński gründete er Anfang 2001 die Platforma Obywatelska (PO, Bürgerplattform).
Bereits 1997 war Tusk mit über 230.000 Stimmen in Danzig in den Senat der Republik Polen gewählt worden. Als Mitglied des Sejms, in den er bei der Parlamentswahl 2001 zurückgekehrt war, war er 2001 bis 2005 dessen stellvertretender Vorsitzender und davor 1997 bis 2001 stellvertretender Vorsitzender des Senats. Die PO vertrat er im Sejm als Fraktionsvorsitzender von 2003 bis 2006. Von 2003 bis 2014 war er außerdem ihr alleiniger Parteivorsitzender. Bei der Parlamentswahl 2005 konnte er seinen Sitz im Sejm verteidigen.

### Präsidentschaftswahlen 2005
Bei den Präsidentschaftswahl in Polen 2005 erzielte Tusk im ersten Wahlgang 36,3 Prozent der Stimmen und damit das beste Ergebnis der angetretenen Kandidaten; doch verfehlte er die notwendige Mehrheit von 50 Prozent. Er musste am 23. Oktober 2005 zur Stichwahl gegen den damaligen Warschauer Bürgermeister Lech Kaczyński, der zuvor 33,1 Prozent erlangt hatte, antreten und unterlag mit 46,0 Prozent zu 54,0 Prozent.

### Parlamentswahlen 2007 und erste Regierungszeit

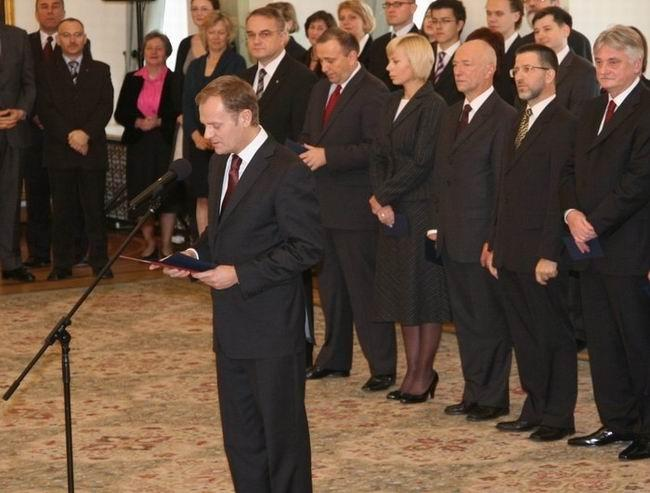
Kabinett Tusk I (2007)

Bei der nach dem Zerfall der damaligen Regierungskoalition unter Führung der PiS erforderlich gewordenen Parlamentswahl in Polen 2007 setzten sich Tusk und die PO mit 41,51 Prozent der Stimmen gegenüber der PiS von Ministerpräsident Jarosław Kaczyński, mit rund 32 Prozent der Stimmen, durch. Er selbst wurde im Wahlkreis der Hauptstadt Warschau gewählt. Die PO verfügte nun im Sejm zusammen mit der gemäßigt konservativen Polskie Stronnictwo Ludowe (kurz PSL, deutsch Polnische Volkspartei), die vor allem die Interessen der Landwirte vertritt, über eine Mehrheit von 240 der 460 Abgeordnetensitze. Beide Parteien verständigten sich nach dem Wahlsieg auf eine Koalition.

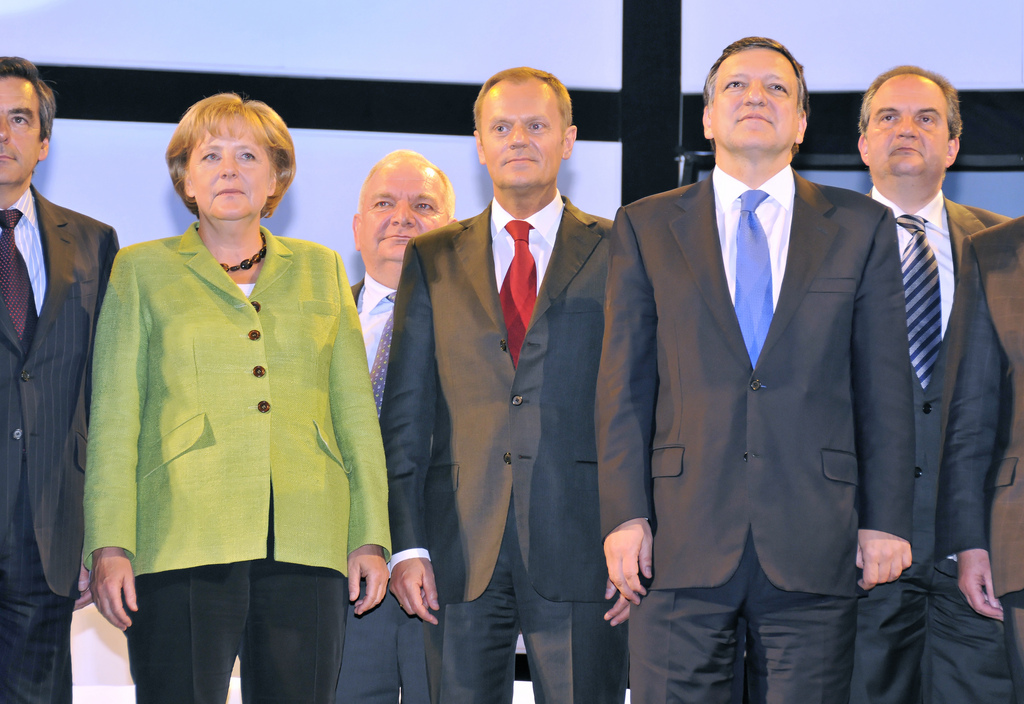
Tusk auf dem Kongress der EVP in Warschau 2009

Seit dem 16. November 2007 führte Tusk als Ministerpräsident die polnische Regierung. In seiner ersten Regierungserklärung, am 23. November 2007, kündigte er die baldige Ratifizierung des Vertrags von Lissabon und die Einführung des Euro in Polen an. Außerdem trat er für eine Verbesserung der Beziehungen zu Deutschland ein, die in der Amtszeit seines Vorgängers Kaczyński teilweise angespannt waren. Tusk warb in diesem Zusammenhang für die Wiederbelebung des Weimarer Dreiecks, einer engen Kooperation zwischen Warschau, Paris und Berlin. Schon im Wahlkampf zu den Parlamentswahlen hatte Tusk offensiv auf eine internationale Zusammenarbeit gesetzt.

### Nach den Parlamentswahlen 2011 und zweite Regierungszeit

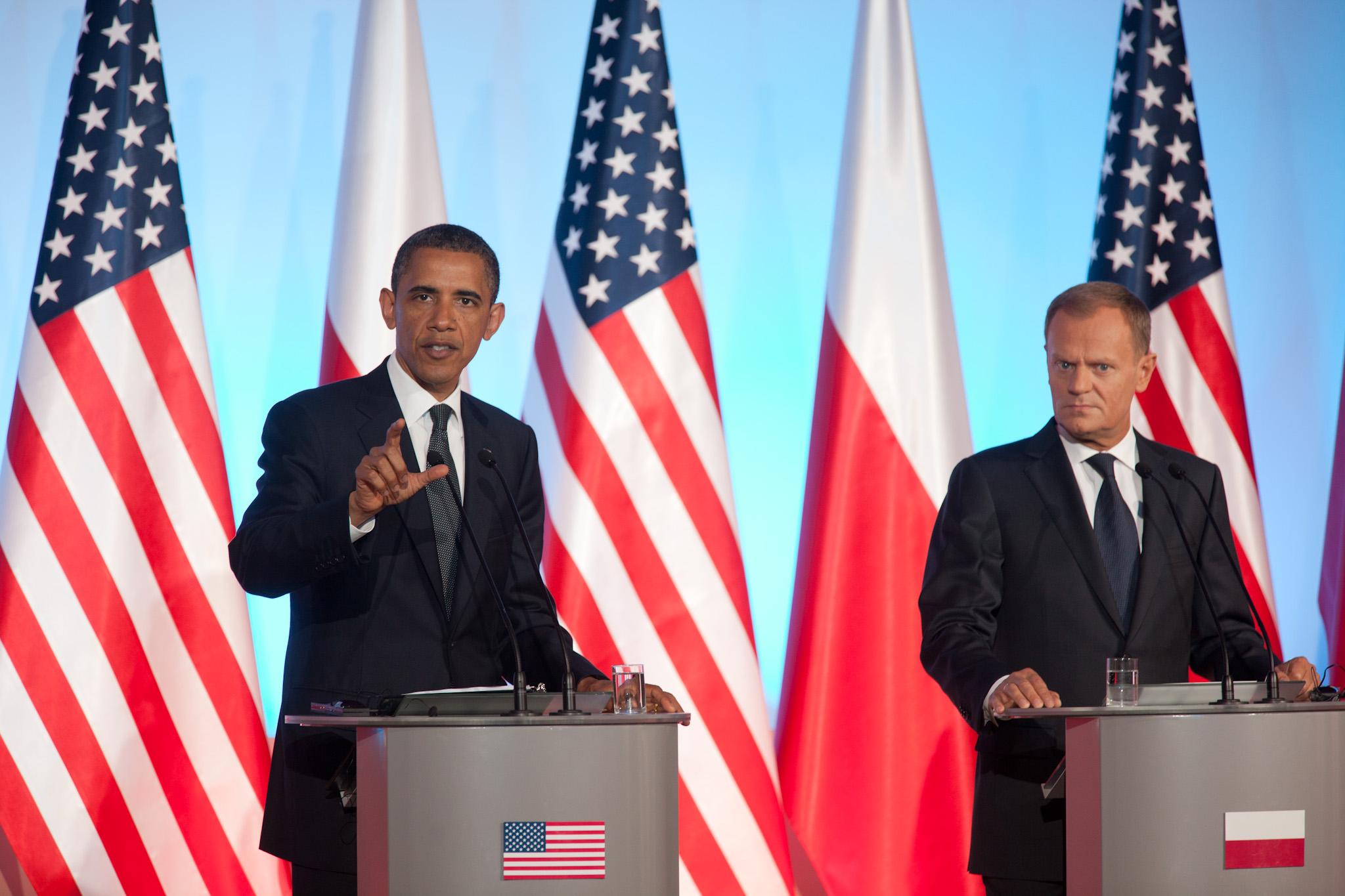
Tusk mit Barack Obama (2011)

Bei der Parlamentswahl in Polen 2011 erreichte die PO 39,2 Prozent der Stimmen. Mit 206 Abgeordneten stellte sie danach die mit Abstand stärkste Fraktion im Sejm. Er selbst errang erneut in Warschau ein Abgeordnetenmandat. Zusammen mit der PSL sowie der sich traditionell dem Regierungslager anschließenden Deutschen Minderheit in Polen, die einen Sitz erhielt, kam sie auf 235 von 460 Abgeordnetensitzen. Erstmals seit dem Beginn der sogenannten Dritten Polnischen Republik war damit eine Regierung im Amt bestätigt worden. Seine Wiederwahl erfolgte am 19. November 2011.
Nach brisanten Enthüllungen aus illegal abgehörten Gesprächen verschiedener Kabinettsmitglieder legte der polnische Präsident Bronisław Komorowski der polnischen Regierung den Rücktritt nahe. Auch Tusk schloss Neuwahlen nicht aus, nachdem er zunächst Rücktrittsforderungen der Opposition zurückgewiesen hatte. Am 25. Juni 2014 stellte er im Sejm die Vertrauensfrage gemäß Art. 158 der Verfassung Polens. 237 von insgesamt 440 Abgeordneten sprachen der Regierung ihr Vertrauen aus, 203 stimmten gegen sie.

### Präsident des Europäischen Rates von 2014 bis 2019
Am 9. September 2014 erklärte Tusk seinen vorzeitigen Rücktritt vom Amt des Ministerpräsidenten, nachdem er zum Nachfolger von Herman Van Rompuy als Präsident des Europäischen Rates bestimmt worden war. Tusk amtierte als kommissarischer Ministerpräsident noch bis zum 22. September 2014, als die bisherige polnische Sejmmarschallin Ewa Kopacz zu seiner Nachfolgerin gewählt wurde. Sein neues Amt in Brüssel trat Tusk zum 1. Dezember 2014 an. Am 9. März 2017 wurde er gegen den Widerstand der polnischen Regierungspartei PiS als Präsident des Europäischen Rates wiedergewählt. Es war seit der Schaffung des Amtes 2009 die erste Abstimmung, bei der der später gewählte Amtsinhaber nicht die Stimmen aller Länder auf sich vereinen konnte. Besonders hervorgestellt in den Medien wurde, dass das Heimatland Tusks gegen ihn gestimmt hatte und somit erstmals in der Geschichte der EU parteipolitische Erwägungen höher gewertet wurden als der „eigene“ Landesvertreter. Am 20. November 2019 wurde Tusk zum neuen Vorsitzenden der Europäischen Volkspartei gewählt. Er trat diesen Posten am 1. Dezember 2019 an. Zugleich endete seine Amtszeit als EU-Ratspräsident.

### Rückkehr nach Warschau 2019

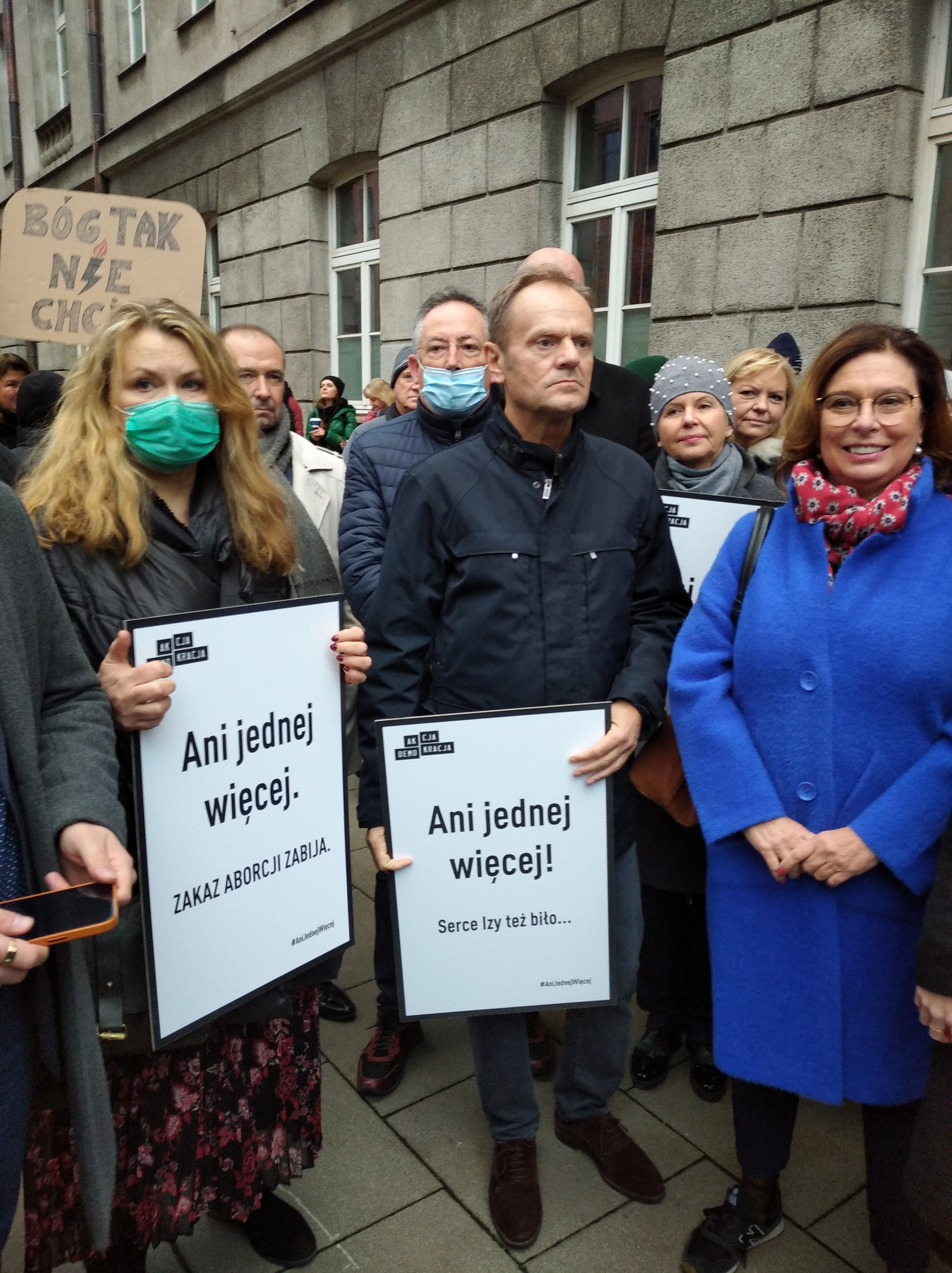
Donald Tusk im Jahr 2021

Im Juli 2021 wählte ihn der Parteikonvent der Bürgerplattform einstimmig zum Vize-Parteichef, der kommissarisch auch die Funktion des Vorsitzenden übernahm. Im Oktober 2021 trat er nach einem online durchgeführten Votum der Parteimitglieder erneut an die Spitze der PO. Für ihn stimmten 97,4 Prozent der Parteimitglieder, die sich an dem Votum beteiligten; Gegenkandidaten hatte es nicht gegeben. Am 31. Mai 2022 folgte ihm Manfred Weber im Amt des EVP-Parteivorsitzenden nach.
Tusk ging auf Konfrontationskurs zur katholischen Kirche, als er sich für die Aufhebung des Abtreibungsverbots und eine Fristenregelung wie in den meisten europäischen Staaten aussprach.
Nach dem russischen Überfall auf die Ukraine im Februar 2022 kritisierte er die deutsche Regierung, die nach seiner Auffassung einen Beschluss über härtere Sanktionen gegenüber Russland blockierte: „Diejenigen EU-Regierungen, die harte Entscheidungen blockiert haben, haben Schande über sich selbst gebracht.“ Konkret nannte er diesbezüglich nicht nur Deutschland, sondern auch Ungarn und Italien.
Im Juli 2023 sprach er sich gegen den Zuzug weiterer Migranten nach Polen aus: „Die Polen müssen die Kontrolle über ihren Staat und seine Grenzen zurückgewinnen.“

### Parlamentswahlen 2023 und dritte Regierungszeit
Aus den Parlamentswahlen in Polen im Jahr 2023 ging das von Tusks PO 2018 mitbegründete Wahlbündnis Koalicja Obywatelska als zweitstärkste Kraft nach der PiS hervor. Er selbst kehrte als Spitzenkandidat im Wahlkreis Warschau in den Sejm zurück. Jedoch war es Tusk Parteienbündnis, das im Gegensatz zur PiS eine Mehrheit im Parlament hinter sich vereinte (dazu lud sie die Parteienkoalitionen Trzecia Droga und Lewica zum Regieren ein) bzw. eine Regierung bildete, die die Vertrauensfrage überstand. Das Kabinett Tusk III wurde im Dezember 2023 vereidigt.
Eine der ersten Amtshandlungen Tusks als erneuter Ministerpräsident war, eine umstrittene Justizreform, die von der Vorgängerregierung umgesetzt worden war, für verfassungswidrig zu erklären. Des Weiteren löste Tusks Regierung noch im selben Monat alle öffentlich-rechtliche Medien in Polen, die als Propagandamedium der PiS galten, formell auf, um eigenen Aussagen zufolge eine Umstrukturierung dieser zu ermöglichen.
Bei der Präsidentschaftswahl in Polen am 18. Mai und 1. Juni 2025 siegte sehr knapp der PiS-Kandidat Karol Nawrocki vor dem von Tusk und der Bürgerplattform favorisierten Rafał Trzaskowski. Tusk stellte daraufhin die Vertrauensfrage im Sejm. Am 11. Juni 2025 gewann er die Abstimmung mit 243 zu 210 Stimmen ohne Enthaltungen.

## Privates
Tusk wohnt in der Kurstadt Sopot, einem Teil der Danziger Dreistadt. Er ist seit 1978 standesamtlich verheiratet und heiratete während des Wahlkampfs zur Präsidentschaftswahl 2005 öffentlichkeitswirksam kirchlich. Er hat mit seiner Ehefrau Małgorzata einen Sohn und eine Tochter. Der Sohn Michał arbeitete unter anderem als Journalist bei der Tageszeitung Gazeta Wyborcza und betreute die Öffentlichkeitsarbeit der Billigfluglinie OLT Express Poland. Als deren Muttergesellschaft Amber Gold in einer Wirtschaftsaffäre 2012 zahlungsunfähig wurde, geriet Michał Tusk in die Schlagzeilen. Im Frühjahr 2017 musste er vor dem Sejm-Untersuchungsausschuss zu der Affäre aussagen. Donald Tusks Tochter Katarzyna Tusk tritt gelegentlich im polnischen Fernsehen auf, nahm 2007 an der polnischen Ausgabe der Sendung Dancing Stars teil und ist Mitautorin eines Modeblogs. Gegen sie wurden Morddrohungen ausgesprochen. Aus einer nicht-religiösen Familie stammend, ließ er sich während des Wahlkampfes zur Parlamentswahl 1991 taufen.
Tusk spricht fließend Deutsch und Englisch.

## Ehrungen
- 2008: Orden der Sonne von Peru[46]
- 2010: Karlspreis; unter anderem „für den besonderen Einsatz […] für die Ratifizierung des Vertrags von Lissabon durch die Republik Polen“[47] (die Laudatio hielt die deutsche Bundeskanzlerin Angela Merkel).[48]
- 2011: Walther-Rathenau-Preis: „für seine Verdienste um die europäische Integration und um die deutsch-polnische Versöhnung“[49] (die Laudatio hielt die deutsche Bundeskanzlerin Angela Merkel).[50]
- 2012: Verdienstorden (Norwegen)[51]
- 2014: Orden des Marienland-Kreuzes[52]
- 2017: Ehrendoktor der Universität Pécs[53]
- 2018: Ehrendoktor der Technischen Universität Dortmund[54]
- 2019: Ehrendoktor der Nationalen Iwan-Franko-Universität Lwiw[55]
- 2019: Marion Dönhoff Preis[56]
- 2021: Orden der Aufgehenden Sonne[57]

## Schriften
- Idee gdańskiego liberalizmu (dt. Ideen des Danziger Liberalismus), Gdańsk 1998, ISBN 83-906004-0-4.
- mit Grzegorz Fortuna und Krzysztof Grynder: Wrzeszcz. Gdańsk 2002, ISBN 83-912807-2-1.
- Solidarność i duma (dt. Solidarität und Stolz), Gdańsk 2005, ISBN 83-7453-640-3.
- mit Grzegorz Fortuna: Od Oruni po Siedlce (dt. Von Orunia nach Siedlce), Gdańsk 2005, ISBN 83-912807-7-2.
- mit Grzegorz Fortuna: Był sobie Gdańsk (dt. Es war einmal Danzig), Gdańsk 2006, ISBN 83-906018-0-X.